# Jonathan Webb
Jonathan Mark Webb (Londres, 24 de agosto de 1963) es un exjugador británico de rugby que se desempeñaba como fullback. Actualmente ejerce como cirujano ortopédico en su clínica en Brístol.

## Biografía
Jugó para el XV de la Rosa entre 1987 y 1993, marcó 296 puntos y disputó las dos primeras ediciones de la Copa Mundial de Rugby. Se retiró en 1993 para dedicarse a su profesión y mantener económicamente a su familia en momentos en que el rugby no era profesional. Trabajó en Australia y fue parte del equipo médico de los Juegos Olímpicos de Sídney 2000.

### Participaciones en Copas del Mundo
Disputó la Copa del Mundo de Nueva Zelanda 1987, Inglaterra salió segundo de su grupo perdiendo ante los Wallabies 19-6 en la primera fecha y ganando cómodamente a Japón y a los Estados Unidos, sería derrotada en Cuartos de final por los dragones rojos. Cuatro años más tarde en Inglaterra 1991 jugó su último mundial. El XV de la Rosa abrió el Mundial ante los campeones del Mundo; los All Blacks cayendo 18-12, en Cuartos de final derrotaron a Les Blues 19-10, vencieron al XV del Cardo de Gavin Hastings 13-9 y perdieron la final ante Australia 6-12 donde Webb anotó los 6 puntos del local.
| Mundial                       | Sede          | Resultado        | PJ | Puntos |
| ----------------------------- | ------------- | ---------------- | -- | ------ |
| Copa Mundial de Rugby de 1987 | Nueva Zelanda | Cuartos de final | 4  | 43     |
| Copa Mundial de Rugby de 1991 | Inglaterra    | Subcampeón       | 5  | 56     |

## Palmarés
- Campeón del Torneo de las Cinco Naciones de 1992 con Grand Slam.
- Campeón de la Premiership Rugby de 1990/91, 1991/92 y 1992/93.
- Campeón de la Anglo-Welsh Cup de 1992.